# Krmelín
Krmelín (německy Kermelin) je obec v okrese Frýdek-Místek v Moravskoslezském kraji. Žije zde přibližně 2 400 obyvatel.

## Geografie
Obec se rozkládá na severozápadě okresu Frýdek-Místek a hraničí s ostravskou aglomerací. Terénem se rozkládá na rozhraní Moravské brány, Ostravské panve a Podbeskydské pahorkatiny. Nadmořská výška je maximálně 332 metrů, což je výška nejvyššího bodu obce - Krmelínského kopce, tzv. Krmeláku, průměrná nadmořská výška je 247 metrů. Rozloha je 503 hektarů – dle výměry je tak Krmelín zařazen do skupiny malých obcí. 

## Název
Jméno vesnice bylo pravděpodobně odvozeno od osobního jména Krmela totožného s obecným grmela - "nešika". Význam místního jména byl "Krmelův majetek".
Existuje však též druhá varianta jména - v paskovské kronice je psáno, že ves Krmelín má zřídlo velice dobré pitné vody, u kterého zůstávají formani stát  a krmí a napájejí své koně. Vedla tu totiž formanská cesta přes Hukvaldy, Brušperk a Starou Ves nad Ondřejnicí do Ostravy. Název obce je tak dle této teorie odvozen od slova "krmiti" 

## Historie
První písemná zmínka o Krmelíně se nachází v latinsky psané listině z roku 1447. Najdeme v ní slova in villa Krmelyn (ve vesnici Krmelíně).

## Obyvatelstvo
| Rok            | 1869 | 1880 | 1890 | 1900 | 1910  | 1921  | 1930  | 1950  | 1961  | 1970  | 1980  | 1991  | 2001  | 2011  | 2021  |
| -------------- | ---- | ---- | ---- | ---- | ----- | ----- | ----- | ----- | ----- | ----- | ----- | ----- | ----- | ----- | ----- |
| Počet obyvatel | 705  | 702  | 835  | 942  | 1 004 | 1 077 | 1 194 | 1 049 | 1 334 | 1 400 | 1 649 | 1 808 | 1 818 | 2 180 | 2 289 |
| Počet domů     | 102  | 109  | 114  | 133  | 144   | 153   | 185   | 214   | 270   | 313   | 406   | 471   | 516   | 620   | 723   |

Věková struktura obyvatel obce Krmelín roku 2011

## Obecní správa

### Obecní symboly
Znak a vlajka byly obci uděleny rozhodnutím předsedy Poslanecké sněmovny Parlamentu České republiky dne 29. března 1995.

## Pamětihodnosti
- Brožův kříž (krucifix)
- Kostel svatého Jana a Pavla

## Galerie

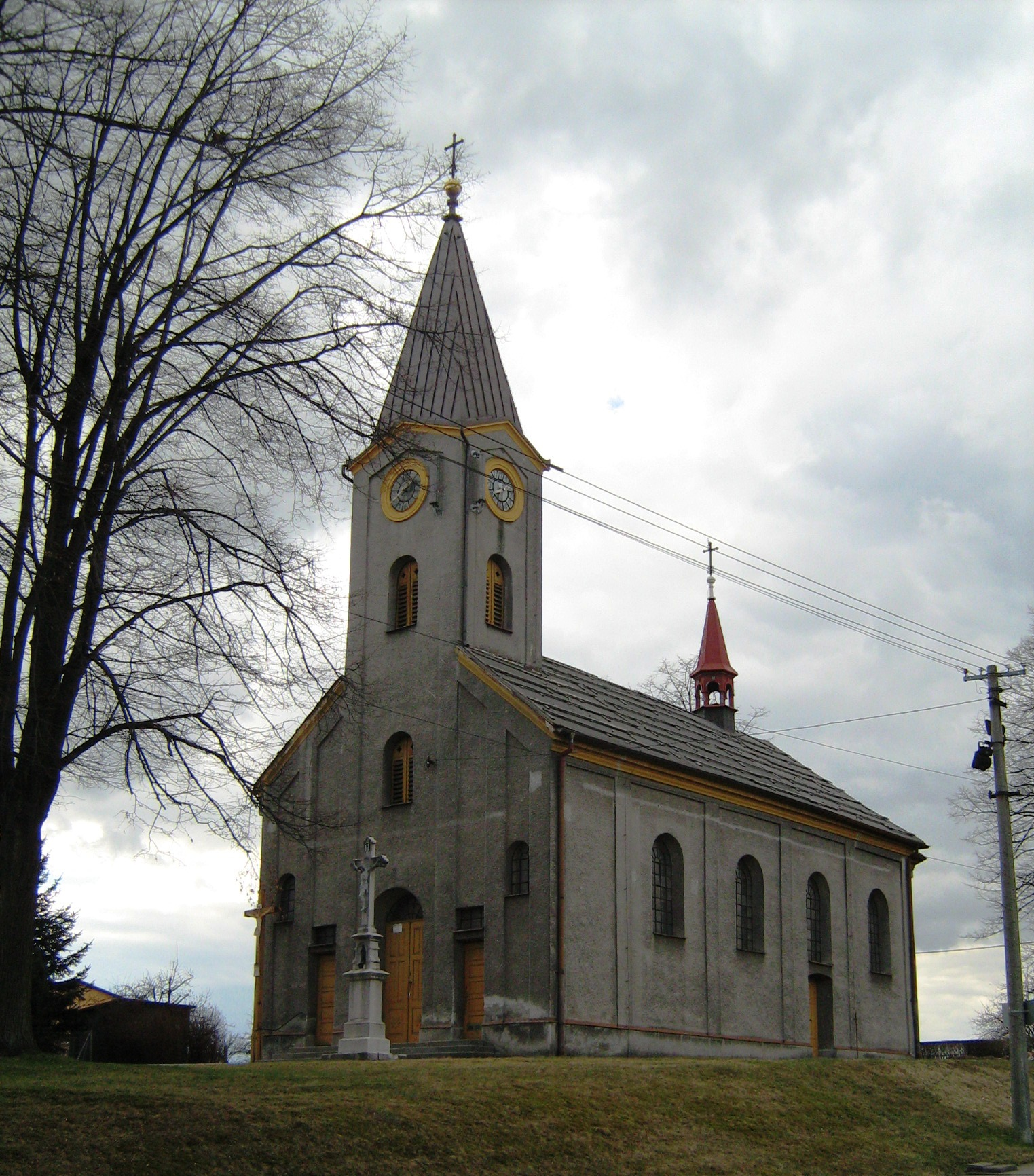
Kostel svatého Jana a Pavla
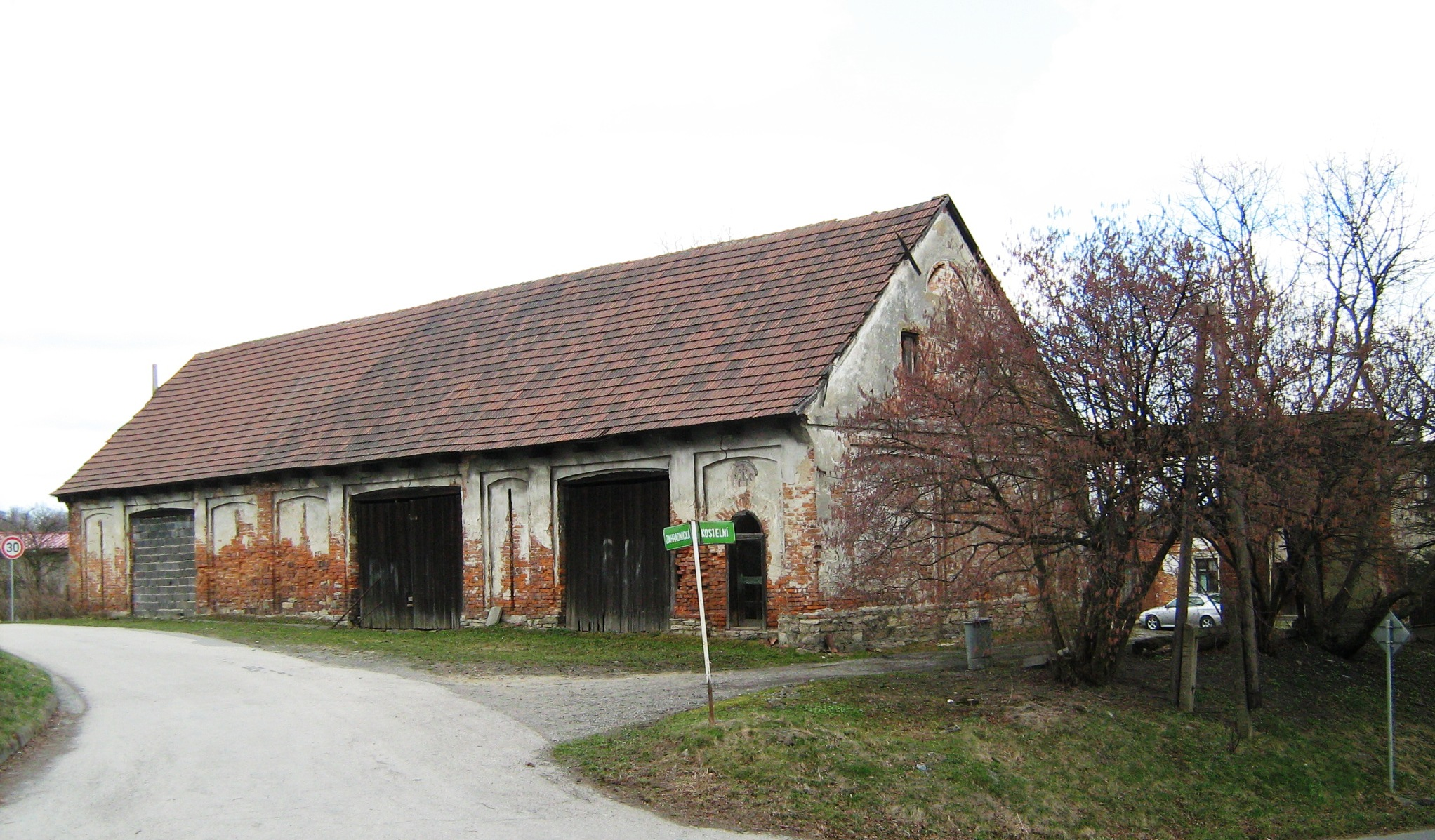
Budova statku
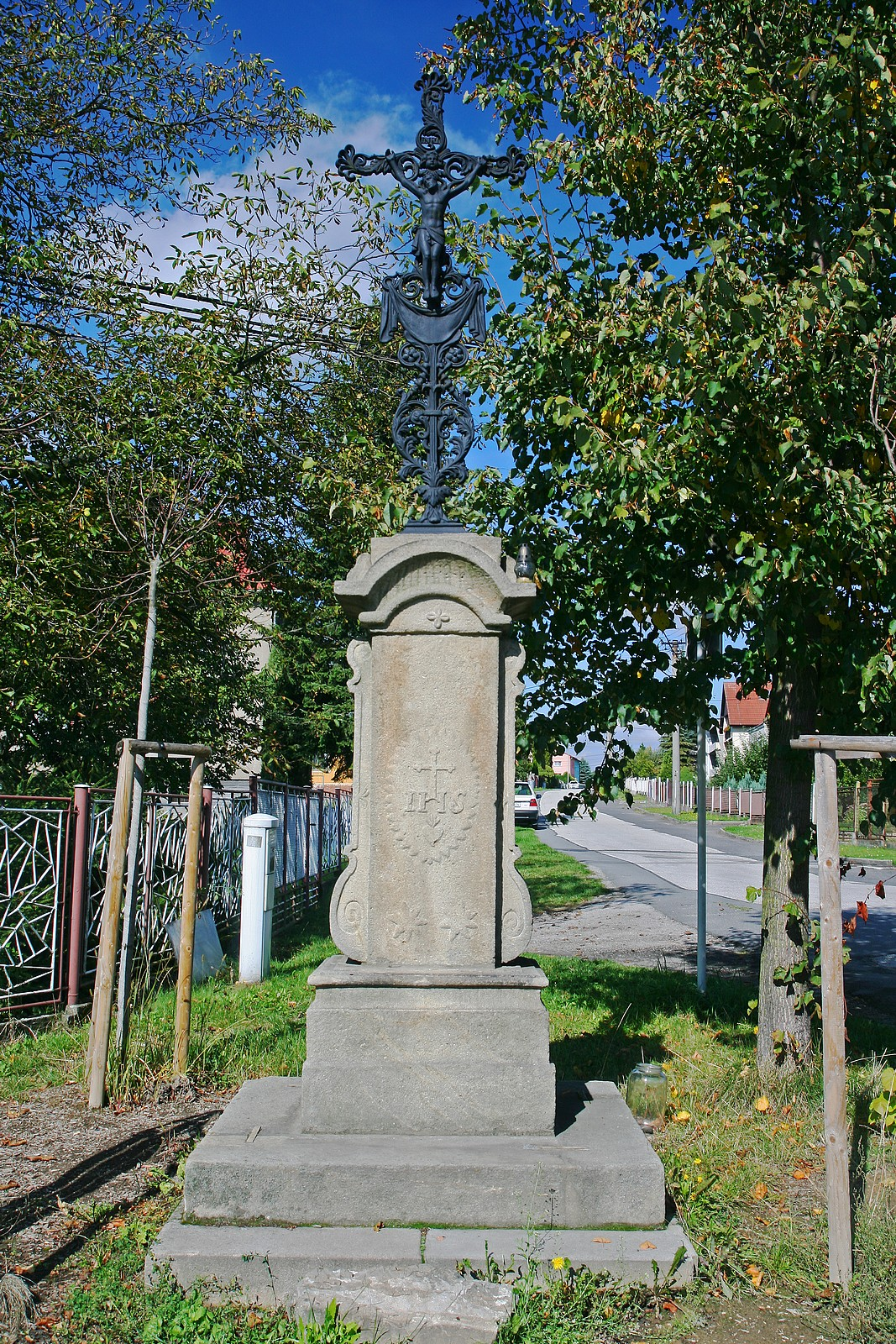
Brožův kříž
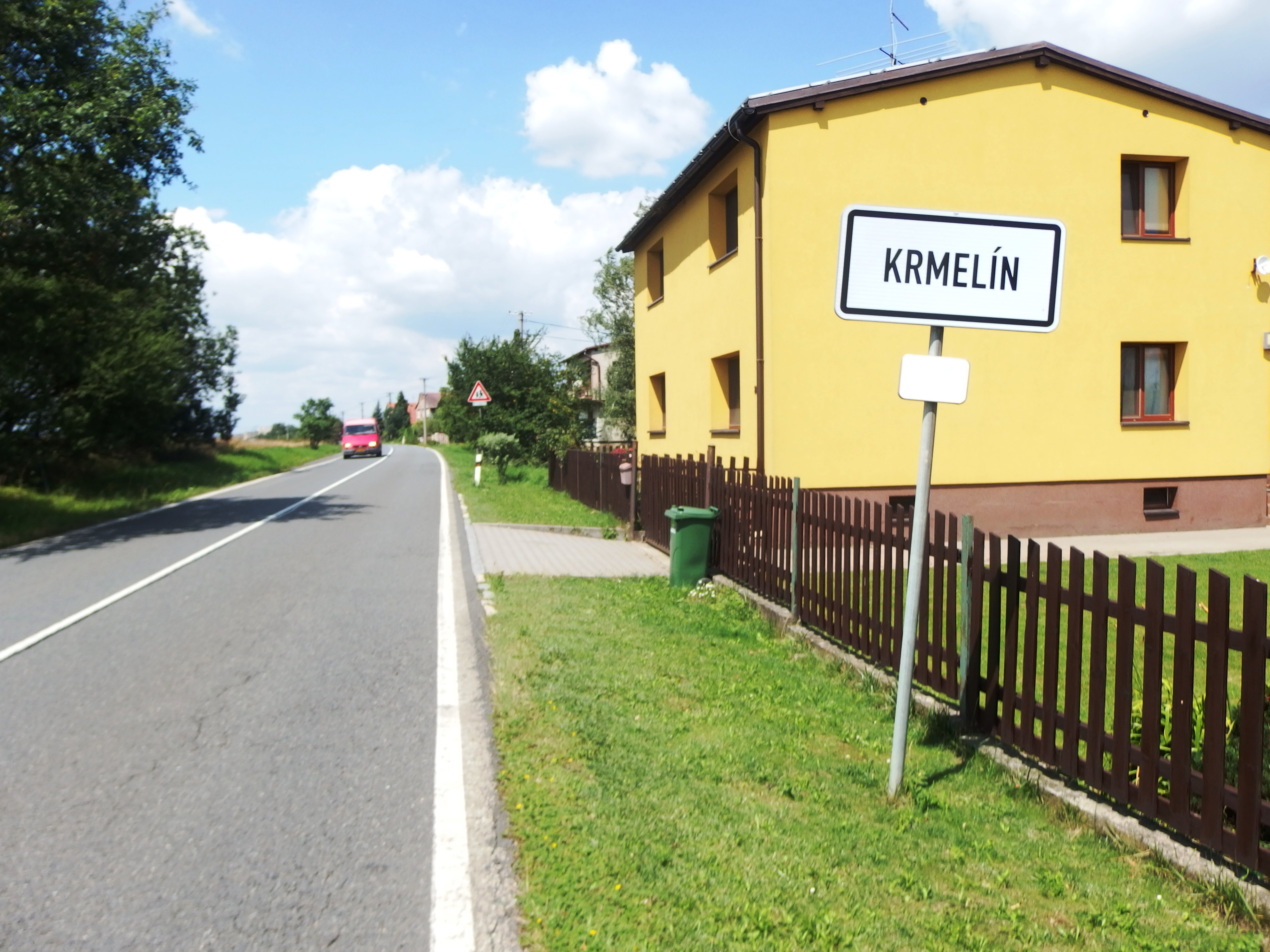
Začátek obce
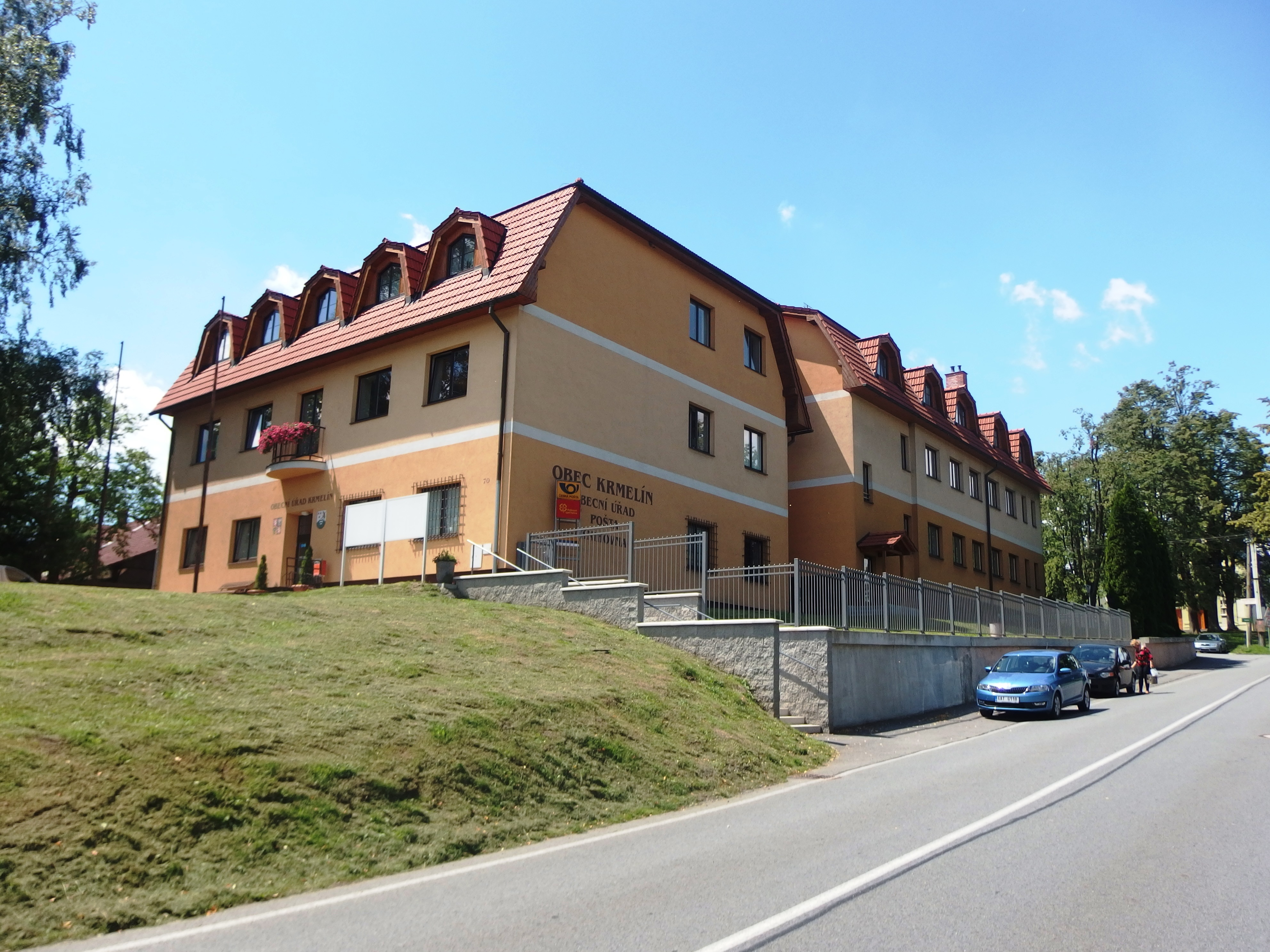
Obecní úřad
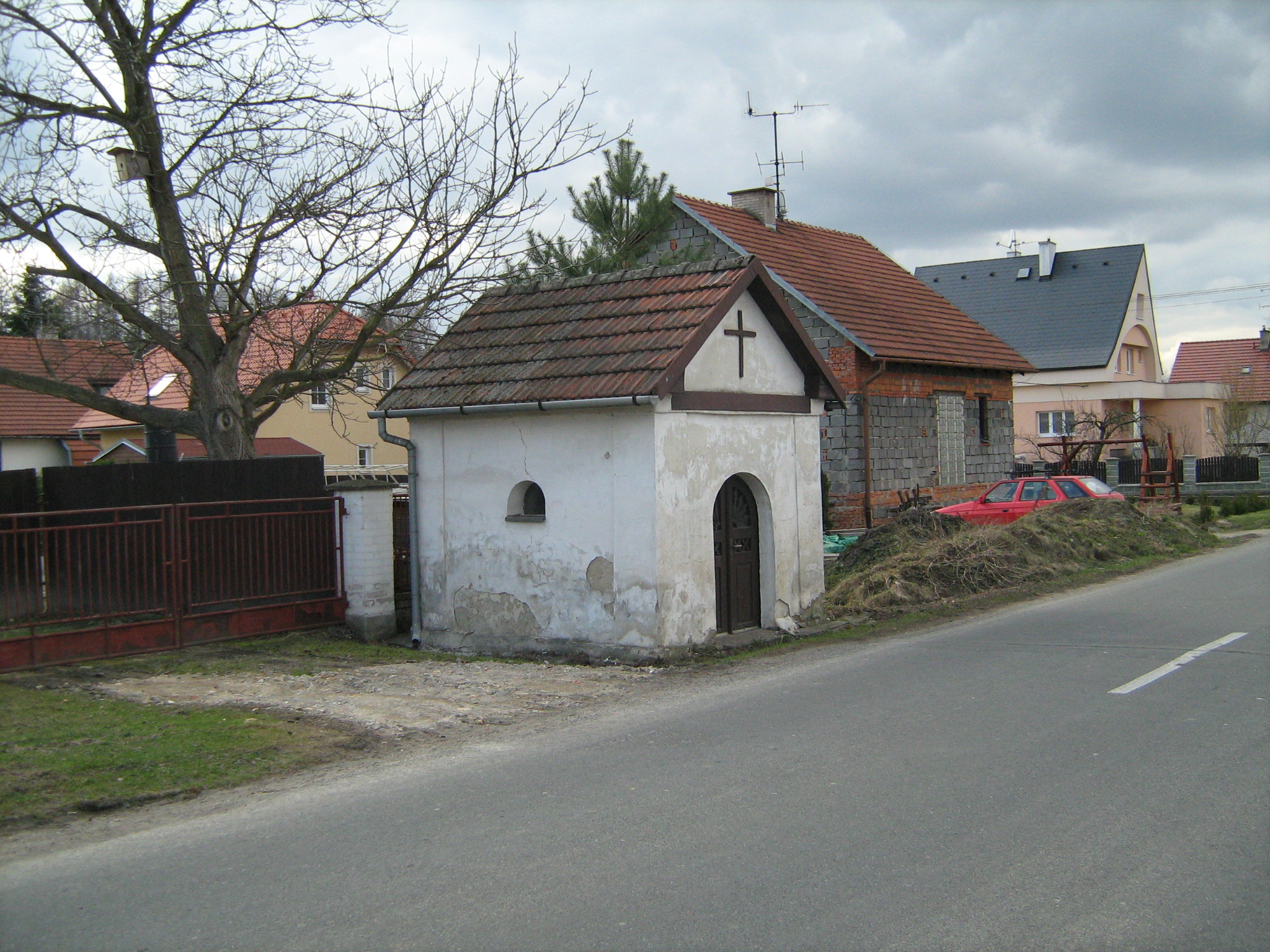
Kaple
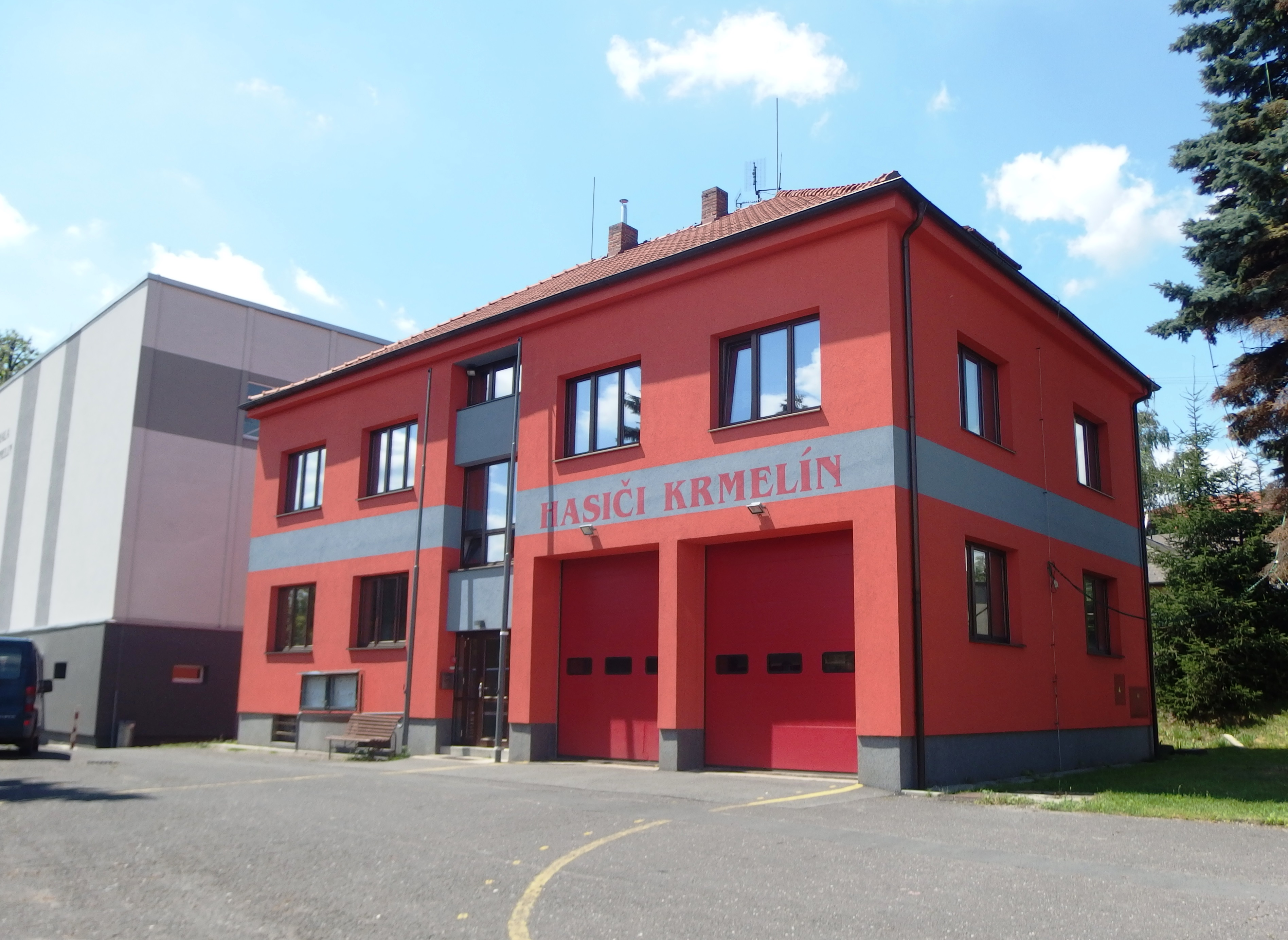
Hasičská zbrojnice
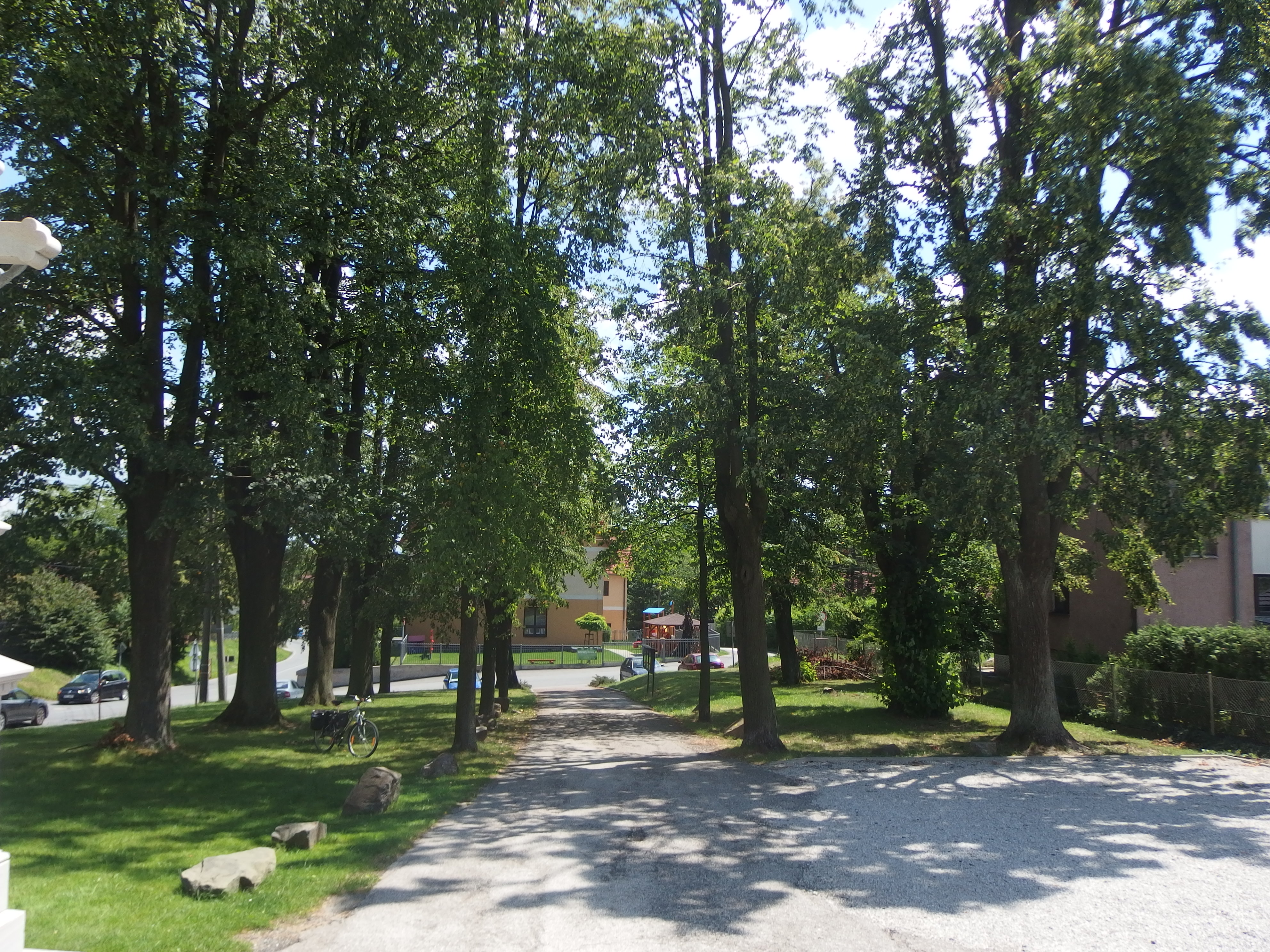
Alej před kostelem